# Wappen des Südsudan
Das Wappen des Südsudan zeigt seit der Unabhängigkeit einen Schreiseeadler (fishing eagle) der einen Banner mit dem Schriftzug Republic of South Sudan (Republik Südsudan) und drei weitere kleinere mit den einzelnen Bestandteilen des Wahlspruches Justice (Gerechtigkeit), Liberty (Freiheit) und Prosperity (Wohlstand) hält. Vor dem Adler sind Waffen dargestellt. Das Siegel ist blau umrandet. Auf diesem blauen Grund ist ebenfalls der Name des Staates und der Wahlspruch zu finden.
Das bisherige Siegel basierte auf dem Wappen des Sudan. Es zeigte einen Sekretärvogel und trug zwei arabische Schriftbanner: Das obere zeigte den Staatswahlspruch des Sudan النصر لنا (an-naṣr lanā, deutsch: Der Sieg ist unser), das untere den Staatsnamen des Sudan جمهورية السودان (ǧumhūrīyat as-sūdān, deutsch: Republik Sudan). Darum war ein Banner, auf dem in Englisch stand: Government of Southern Sudan (deutsch: Regierung des Südsudan).